# Pedro Horrillo
Pedro Horrillo Muñoz (Eibar, 27 september 1974) is een Spaans voormalig wielrenner en columnist.

## Carrière
Horrillo werd professioneel wielrenner in 1998 en behaalde zijn eerste zege twee jaar later, met een etappe in de Ronde van Portugal. In 2001 verhuisde hij van Vitalicio Seguros naar Mapei, het latere Quick Step. Hier ontpopte hij zich als een renner die redelijk kon klimmen en vooral geschikt was voor het eendaagse werk en etappes in rittenkoersen. In de vier jaar die hij in Italiaans/Belgische dienst reed, won hij onder meer etappes in Parijs-Nice, de Euskal Bizikleta en twee in de Uniqa Classic, maar hij was vooral actief als knecht. Van 2005 tot en met 2009 reed hij voor de Nederlandse ploeg Rabobank. In dit team had hij ook voornamelijk een knechtenrol. Een van zijn taken was om samen met Juan Antonio Flecha de sprint aan te trekken voor Óscar Freire, zoals in de Ronde van Spanje 2008.
Naast een voorliefde voor klassiekers, een ongewone eigenschap voor Spaanse renners, viel Horrillo in het peloton ook op vanwege zijn opleiding: hij is een afgestudeerd filosoof. Hij had een dagelijkse column in de Spaanse krant El País, waarin hij het wielrennen vanuit een niet dagelijks standpunt beschreef. Gedurende de Ronde van Frankrijk werden deze columns tevens in het Nederlands vertaald en in De Volkskrant gepubliceerd. Van Horrillo verschenen twee boeken waarin zijn columns gebundeld zijn: Vanaf mijn zadel (2005) en Pelotonpost (2008). In Amigo (2013) is een briefwisseling met co-auteur Nando Boers uit de periode na de hieronder genoemde val in de Ronde van Italië opgenomen.
In de Ronde van Italië van 2009 raakte Horrillo tijdens een afdaling zwaargewond bij een val. Horrillo viel 80 meter diep in een ravijn, maar hij overleefde het wonder boven wonder. Hij moest worden geëvacueerd met een helikopter, nadat enkele bergbeklimmers hem eerste hulp hadden geboden. Horrillo werd dagenlang in coma gehouden, waarna een lange revalidatie volgde. Op 8 januari 2010 maakte hij bekend te stoppen met wielrennen vanwege deze zware val.

## Belangrijkste overwinningen
2000
- 9e etappe Ronde van Portugal

2001
- 2e etappe Ronde van Nedersaksen

2002
- 1e etappe Euskal Bizikleta

2003
- 1e etappe Uniqa Classic

2004
- 2e etappe Parijs-Nice
- 4e etappe Uniqa Classic

2005
- 3e etappe Ronde van Catalonië

2006
- 1e etappe Ronde van Saksen

## Resultaten in voornaamste wedstrijden
| Jaar | Ronde van Italië | Ronde van Frankrijk | Ronde van Spanje |
| ---- | ---------------- | ------------------- | ---------------- |
| 1998 | buiten tijd      |                     |                  |
| 1999 |                  | 135e                |                  |
| 2000 |                  |                     |                  |
| 2001 |                  |                     | 76e              |
| 2002 |                  | 107e                | opgave           |
| 2003 |                  |                     | 124e             |
| 2004 |                  |                     | 88e              |
| 2005 |                  |                     | 105e             |
| 2006 |                  |                     | 106e             |
| 2007 | 121e             |                     | 140e             |
| 2008 |                  |                     | 117e             |
| 2009 | opgave           |                     |                  |

| Jaar | Milaan-San Remo | Gent-Wevelgem | Ronde van Vlaanderen | Parijs-Roubaix | Amstel Gold Race | Luik-Bast.‑Luik | Waalse Pijl |  | WK op de weg |  | Wereldranglijsten |
| ---- | --------------- | ------------- | -------------------- | -------------- | ---------------- | --------------- | ----------- |  | ------------ |  | ----------------- |
| 1998 | 164e            |               |                      |                |                  |                 |             |  |              |  |                   |
| 1999 | 93e             |               |                      |                |                  |                 |             |  |              |  |                   |
| 2000 | 56e             |               | 51e                  |                | 55e              | 94e             | 58e         |  |              |  |                   |
| 2001 |                 |               |                      |                |                  |                 |             |  |              |  |                   |
| 2002 |                 | 28e           |                      | 39e            | 46e              |                 |             |  | 61e          |  |                   |
| 2003 |                 |               |                      |                |                  |                 |             |  |              |  |                   |
| 2004 | 44e             |               |                      | 42e            | 33e              |                 |             |  |              |  |                   |
| 2005 | 55e             | 55e           |                      | 19e            |                  |                 |             |  |              |  | 181e (UPT)        |
| 2006 | 51e             | 57e           | 27e                  | 11e            |                  |                 |             |  |              |  |                   |
| 2007 | 136e            | 44e           | 103e                 | 85e            |                  |                 |             |  |              |  |                   |
| 2008 | 81e             | 65e           | 29e                  | 54e            |                  |                 |             |  |              |  |                   |
| 2009 | 156e            | 56e           | 84e                  | 71e            |                  |                 |             |  |              |  |                   |